# مونتگومری تالی
مونتگومری تالی (به انگلیسی: Montgomery Tully) (زاده ۱۹۰۴ - درگذشته ۱۹۸۸) کارگردان اهل جمهوری ایرلند است.
وی کارگردان فیلم‌هایی همچون ۳۶ ساعت، برخورد در شب و چرخ‌دنگ می‌باشد.